# エヴァ・ジョリ
エヴァ・ジョリ（Eva Joly、1943年12月5日 - ）は、ノルウェー生まれのフランスの政治家である。

## 人物・来歴

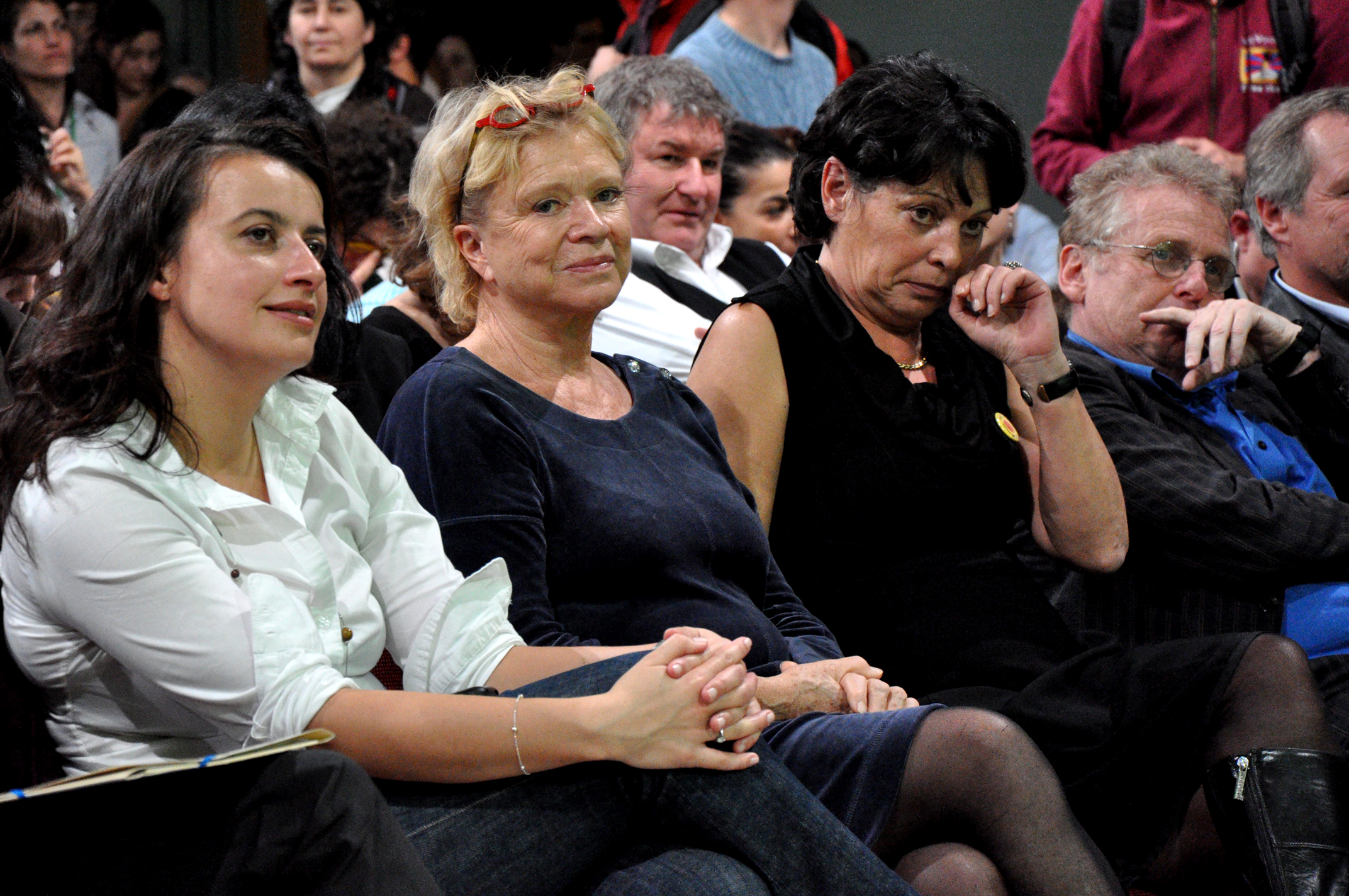
左からヨーロッパ・エコロジー＝緑の党全国書記のセシル・デュフロ、ジョリ、欧州議会議員のミシェル・リヴァジ、ダニエル・コーン＝ベンディット（2010年11月13日）

オスロの貧しい地区に生まれる。出生時の名前はグロ・エヴァ・ファルセス (Gro Eva Farseth) 。18歳でパリへ移住し、様々なアルバイトをしながら同時に法学を学ぶ。パスカル・ジョリと結婚し、フランスの法律を踏まえて5年後にフランス国籍を取得する。1980年に国立司法学院の入学試験を受験して合格した。
1990年、パリ裁判所金融部門の予審判事に任命される。1990年代、エルフ事件の捜査を指揮し、大物政治家たちの腐敗を明るみに出した。この事件の捜査の功績によりトランスペアレンシー・インターナショナルNGOの誠実栄誉賞を受賞した。
2009年から2019年まで欧州議会議員。ヨーロッパ・エコロジー＝緑の党の2012年仏大統領選挙の候補者でもあった。ノルウェー風の発音のため、エファ・ショリと呼ばれてからかわれたこともある。緊張的な選挙戦の中、得票率が2.31%となった。20%ぐらいを占めるヨーロッパ・エコロジー名簿と比べて、失敗のような印象がする結果はキャンペイン・チームの若さが原因の一つとして指摘された（例えばインターネット担当者は当時19歳）。

## 福島第一原子力発電所事故についての表明
福島第一原子力発電所事故に関して、フランスの現状と比較しつつ、原子力に関する日本・フランス両国の公式見解は同じだと批判した。「危険を知らない国民に対する沈黙の掟は従来のまま」であり、「かつてのチェルノブイリ原発事故に際しては、共産国の職員の教育不足が原因の一つだと説明された」が、「今回のように、地震対策の進み、組織力もあり、教育も行き届いている国でも事故は起こりうる」と述べた。また、2011年10月に来日し福島県を視察している。